# Dekanat Lendava
Dekanat Lendava – jeden z 3 dekanatów rzymskokatolickich diecezji murskosobockiej w Słowienii. W jego skład wchodzi 11 parafii.

## Lista parafii
| Lp. | Miejscowość   | Parafia                                        | Kościół                                                   | Grafika |
| --- | ------------- | ---------------------------------------------- | --------------------------------------------------------- | ------- |
| 1   | Beltinci      | Parafia św. Władysława                         | Kościół św. Władysława w Beltinci                         |         |
| 2   | Bogojina      | Parafia Wniebowstąpienia Pańskiego             | Kościół Wniebowstąpienia Pańskiego w Bogojina             |         |
| 3   | Črenšovci     | Parafia Podwyższenia Krzyża Świętego           | Kościół Podwyższenia Krzyża Świętego w Črenšovci          |         |
| 4   | Dobrovnik     | Parafia św. Jakuba                             | Kościół św. Jakuba w Dobrovnik                            |         |
| 5   | Dokležovje    | Parafia św. Stefana Ogrskiego                  | Kościół św. Stefana Ogrskiego w Dokležovje                |         |
| 6   | Hotiza        | Parafia Świętych Apostołów Piotra i Pawła      | Kościół Świętych Apostołów Piotra i Pawła w Hotiza        |         |
| 7   | Kobilje       | Parafia św. Marcina                            | Kościół św. Marcina w Kobilje                             |         |
| 8   | Lendava       | Parafia św. Katarzyny Aleksandryjskiej         | Kościół św. Katarzyny Aleksandryjskiej w Lendava          |         |
| 9   | Odranci       | Parafia Trójcy Przenajświętszej                | Kościół Trójcy Przenajświętszej w Odranci                 |         |
| 10  | Turnišče      | Parafia Wniebowzięcia Najświętszej Maryi Panny | Kościół Wniebowzięcia Najświętszej Maryi Panny w Turnišče |         |
| 11  | Velika Polana | Parafia Najświętszego Serca Jezusowego         | Kościół Najświętszego Serca Jezusowego w Velika Polana    |         |